# Die Zauberharfe
Die Zauberharfe (D 644) ist ein Melodram in drei Akten des Komponisten Franz Schubert nach einem Text von Georg von Hofmann. Uraufgeführt wurde das Stück am 19. August 1820 im Theater an der Wien.
Der Text des mehrheitlich gesprochenen Ritterstücks oder Zauberspiels ist verschollen, daher kann das Werk auf der Bühne nicht mehr aufgeführt werden. Die Ouvertüre der Zauberharfe gehört bis heute zum Konzertrepertoire, wurde aber lange Zeit fälschlich als Ouvertüre zu dem romantischen Schauspiel Rosamunde bezeichnet, das Schubert ebenfalls mit Bühnenmusik versah. Schubert verfasste sieben Chöre und eine Entracte-Musik zu dem Stück, außerdem sechs größere Melodramen. Selten wird die Musik konzertant aufgeführt, zumeist ohne die Melodramen, zwischen denen nur Stichwörter des verlorenen Textes notiert sind.
Durch die Ergänzung mit neu komponierten Teilen versuchte Mathias Spohr die Melodramen aufführbar zu machen (Symphonisches Orchester Zürich 1992).
Einer der Sänger der Uraufführung war der Tenor und Maler Ferdinand Schimon.